# 阿爾比昂 (伊利諾伊州)
阿爾比昂（英語：Albion）是一個位於美國伊利諾伊州愛德華茲縣的城市。根據2010年美國人口普查，該地人口為1988人，而該地的面積約為5.70平方千米。同時該地也是愛德華茲縣的縣治。

## 地理
阿爾比昂的座標為38°22′38″N 88°03′40″W / 38.37722°N 88.06111°W，而該地的平均海拔高度為154米（即502英尺）。